# Есипово (Большесельский район)
Есипово — деревня в Вареговском сельском поселении Большесельского района Ярославской области.

## Население
По данным статистического сборника «Сельские населенные пункты Ярославской области на 1 января 2007 года», в деревне Есипово проживает 3 человека.

## География
Деревня находится в восточной части района, к юго-востоку от Варегова болота вблизи границы с Тутаевским районом. Она стоит на расстоянии около 2 км к северу от автомобильной дороги из Ярославля на районный центр Большое Село, между стоящими на этой дороге деревнями: Глебово, располодоженной к юго-западу, и Залужье, расположенной к юго-востоку уже в Тутаевском районе. Между Есипово и дорогой в 2 км к югу от Есипово стоит деревня Поточелово. Деревня стоит на склоне возвышенности, спускающемся к северу, от автомобильной дороги к долине реки Печегда. Здесь, вдоль склона, протянулось, окружённое лесами поле, вдоль которого стоит ряд деревень. На расстоянии 1 км к западу  от Есипово стоят деревни Каюрово и Нечайки, на расстоянии около 2 км к юго-востоку Иванищево, также в Тутаевском районе.